# Германенко, Владимир Сергеевич
Владимир Сергеевич Германенко (род. 22 февраля 1944) — российский политик, член Совета Федерации (2001—2008).

## Биография
Родился 22 февраля 1944 года в селе Вертеевка Харьковской области.
Окончил Харьковский электромеханический техникум транспортного строительства, Омский институт инженеров железнодорожного транспорта, Академию общественных наук при ЦК КПСС. В 1962 году начал работать монтёром, далее стал бригадиром, потом строймастером и техником-нормировщиком, прорабом. Являлся главным инженером на строительно-монтажном поезде № 9 Министерства транспортного строительства СССР в Барнауле, в 1968 году назначен главным инженером, начальником Барнаульского эксплуатационно-технического узла связи, в 1969 году — заместителем начальника Алтайского краевого производственно-технического управления связи. В 1977 году возглавил трест «Алтайсельэлектросетьстрой», в 1980 — управление жилищно-коммунального хозяйства исполнительного комитета Алтайского краевого совета. С 1984 по 1991 год занимал должность заместителя председателя крайисполкома, затем — заместителя, а с марта 1995 года — первого заместителя главы администрации Алтайского края.
20 декабря 2001 года Алтайское краевое законодательное собрание утвердило Германенко в должности члена Совета Федерации — представителя исполнительного органа государственной власти края.
27 мая 2004 года законодательное собрание проголосовало за наделение Германенко полномочиями члена Совета Федерации — представителя законодательной власти (ранее губернатора Сурикова во главе краевой администрации сменил Михаил Евдокимов).
9 июня 2004 года Совет Федерации постановлением № 161-СФ досрочно прекратил с 14 марта 2004 года полномочия Германенко как члена Совета Федерации — представителя от исполнительного органа государственной власти.
29 декабря 2008 года полномочия Германенко прекращены Советом Федерации.
В 2015 году избран в совет Алтайкапиталбанка.
Избирался Народным депутатом РСФСР (1989—1993).
Неоднократно избирался депутатом Краевого совета народных депутатов и Законодательного собрания Алтайского края.
Участвовал во Всесоюзных ударных комсомольских стройках: железных дорог Абакан — Тайшет, Междуреченск -Абакан, Алтайская Артишта, Барнаул — Черепаново, Артишта — Подобас, Асино — Белый Яр.

## Награды и отличия
- орден Трудового Красного Знамени
- орден «Знак Почёта»
- орден Русской православной церкви святого благоверного князя Даниила Московского (2001)
- Заслуженный строитель Российской Федерации
- медаль «Ветеран труда»
- медаль «За доблестный труд. В ознаменование 100-летия со дня рождения Владимира Ильича Ленина» (1970)
- медаль «Совет Федерации. 15 лет» (2008)
- медаль «Совет Федерации. 20 лет» (2013)
- медаль «Ветеран труда» (1988)
- юбилейная медаль «200 лет Министерству финансов Российской Федерации» (2002)
- юбилейная медаль «80 лет Гражданской авиации России» (2003)
- медаль МВД России «за заслуги в обеспечении экономической безопасности»
- медаль трижды Героя Советского Союза А. И. Покрышкина (1997)
- Почётный знак Совета Федерации «За заслуги в развитии парламентаризма» (2008)
- нагрудный знак МЧС «Гражданская защита. За успехи.» (1996)
- Ведомственный нагрудный знак МЧС «За заслуги» (1998)
- Знак отличия «За заслуги в пограничной службе» (1998 и 1999)
- Памятный знак МПС РФ «В ознаменование 100-летие Транссибирской магистрали»
- Юбилейный знак «280 лет Барнаулу» (2010)
- Почетный знак Ассоциации Банков «Россия» (2019)
- Почетный железнодорожник (1997)
- Почетный дорожник (2000)
- Почетный работник Российской транспортной инспекции (1998)
- Заслуженный строитель Республики Алтай (2014)
- Почетный гражданин Республики Алтай (2019)
- Юбилейная медаль Алтайского края (2012 и 2022)
- Медаль Алтайского края «За заслуги в труде» (2009)
- Медаль «За особый вклад в развитие Кузбасса» 1 степени (2000)
- Неоднократно награждался: Почетной грамотой Совета Федерации (2008), Правительством Алтайского края, Законодательного Собрания Алтайского края, Министерством путей и сообщений Российской Федерации и ЦК Российского профсоюза железнодорожников и транспортных строителей (2004)
- Орден «За заслуги перед Алтайским краем» II степени (21 января 2019) — за многолетний добросовестный труд и высокий профессионализм, большой вклад в социально-экономическое развитие Алтайского края[8]
- Премия Правительства России в области образования (2008).

## Литературные произведения
«О тех кто строил и… не строил из себя.» (Записки заслуженного строителя). В. С. Германенко. — Барнаул: ОАО ИПП «Алтай» 424 стр. Алтайская краевая универсальная научная библиотека им. В.Я.Шишкова (akunb.altlib.ru), Барнаул (2018)